# Mim de les Bahames
El mim de les Bahames (Mimus gundlachii) és una espècie d'ocell de Cuba, Jamaica i Bahames. Pertany a la família Mimidae de l'ordre Passeriformes.
Habita en els grans cais de l'Arxipèlag Sabana-Camagüey del nord de Cuba, a Bahames i a Jamaica. Viu en matolls baixos, amb pocs arbres, propers a la costa, que presenten pastures i palmells.